# Northampton (Pensilvania)
Northampton es un borough ubicado en el condado de Northampton en el estado estadounidense de Pensilvania. En el año 2000 tenía una población de 9.405 habitantes y una densidad poblacional de 1,397.3 personas por km².

## Geografía
Northampton se encuentra ubicado en las coordenadas 40°41′02″N 75°29′29″O / 40.68389, -75.49139.

## Demografía
Según la Oficina del Censo en 2000 los ingresos medios por hogar en la localidad eran de $40,982 y los ingresos medios por familia eran $49,482. Los hombres tenían unos ingresos medios de $37,033 frente a los $26,422 para las mujeres. La renta per cápita para la localidad era de $19,516. Alrededor del 3.7% de la población estaba por debajo del umbral de pobreza.

## Ciudades hermanadas
- Stegersbach (Austria)